# Юдиха (река)
Юдиха — река в России, протекает по Тюменцевскому и Шелаболихинскому районам Алтайского края. Длина реки составляет 23 км. Впадает в озеро Бельково.

## Данные водного реестра
По данным государственного водного реестра России относится к Верхнеобскому бассейновому округу, водохозяйственный участок реки — Обь от города Барнаул до Новосибирского гидроузла, без реки Чумыш, речной подбассейн реки — бассейны притоков (Верхней) Оби до впадения Томи. Речной бассейн реки — (Верхняя) Обь до впадения Иртыша.